# Chalchiuhtlicue
Chalchiuhtlicue – nahuatl ’‘chalchihuitl 'jadeit, jadeitowa '; ī-, jej ; cue(itl), spódnica’) aztecka bogini wody, żona Xiuhtecuhtli i Tlaloca. Wyobrażana w spódnicy z zielonych kamieni. Patronka 5 dnia miesiąca (Coatl) w kalendarzu azteckim.
Według mitów azteckich była Słońcem Wody (Nahui Atl) w czwartej epoce świata. Opiekowała się wodą, rzekami, strumieniami i morzami oraz burzami.

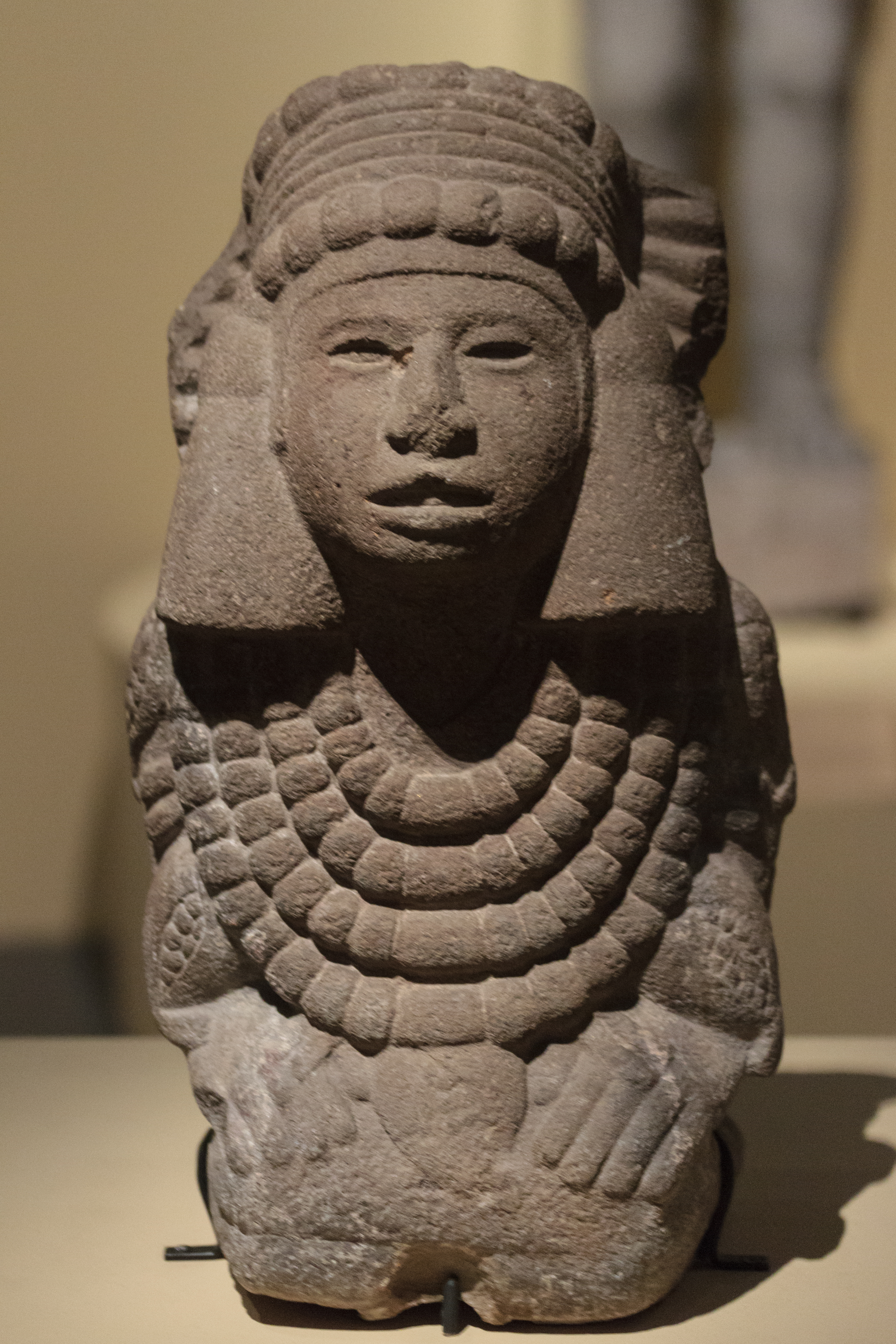
Figurka Chalchiuhtlicue - Chicomecoatl
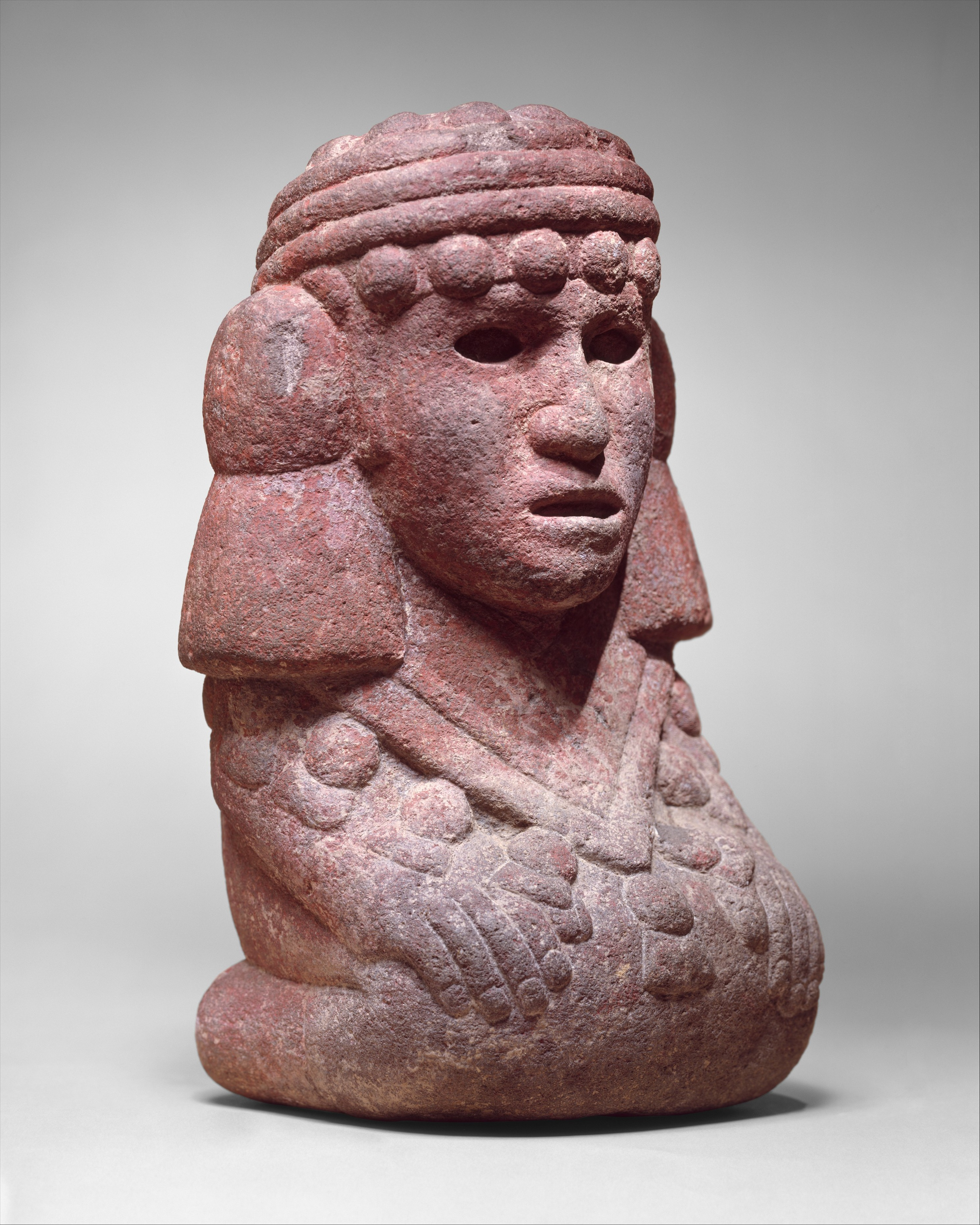
Figurka Chalchiuhtlicue
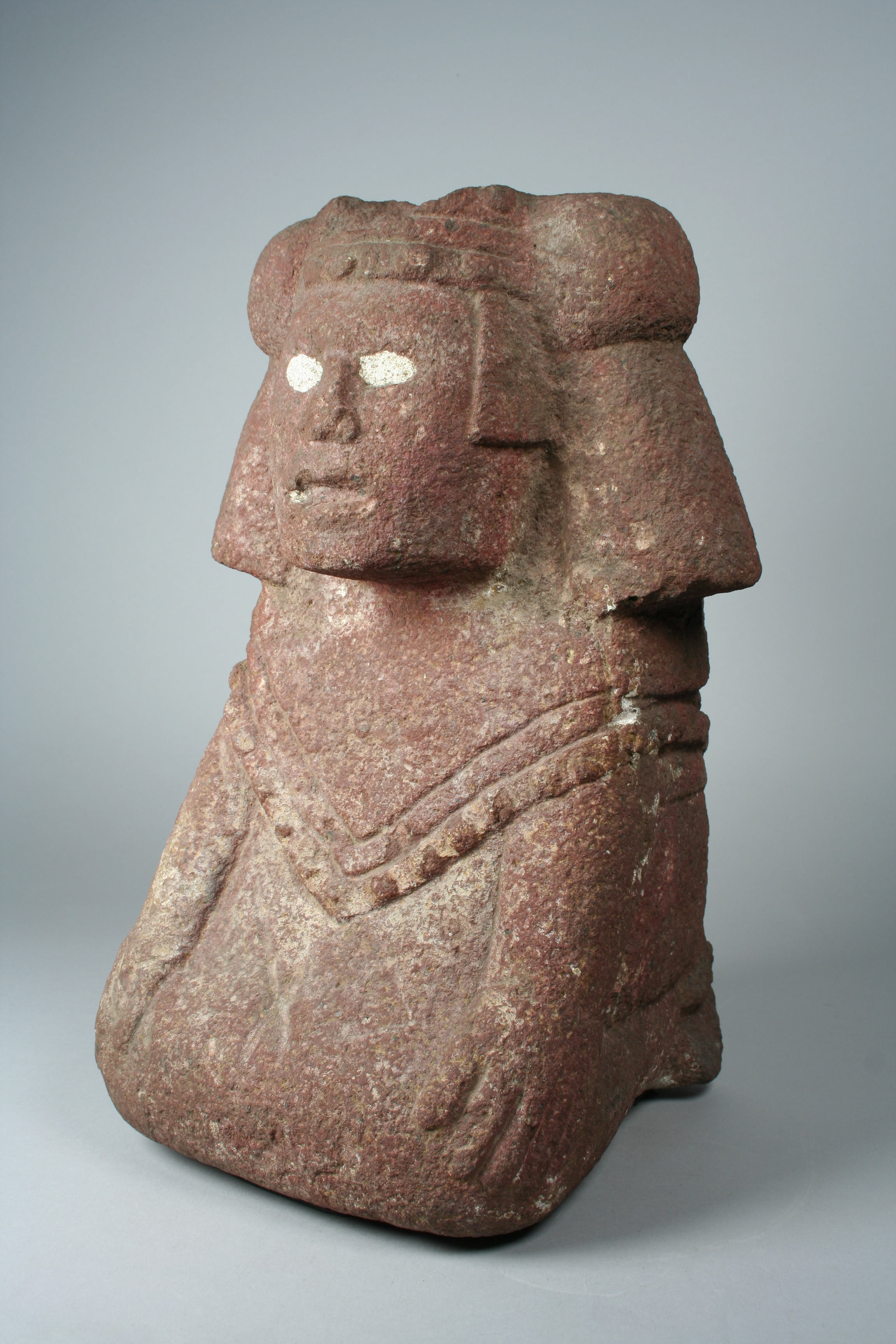
Figurka Chalchiuhtlicue
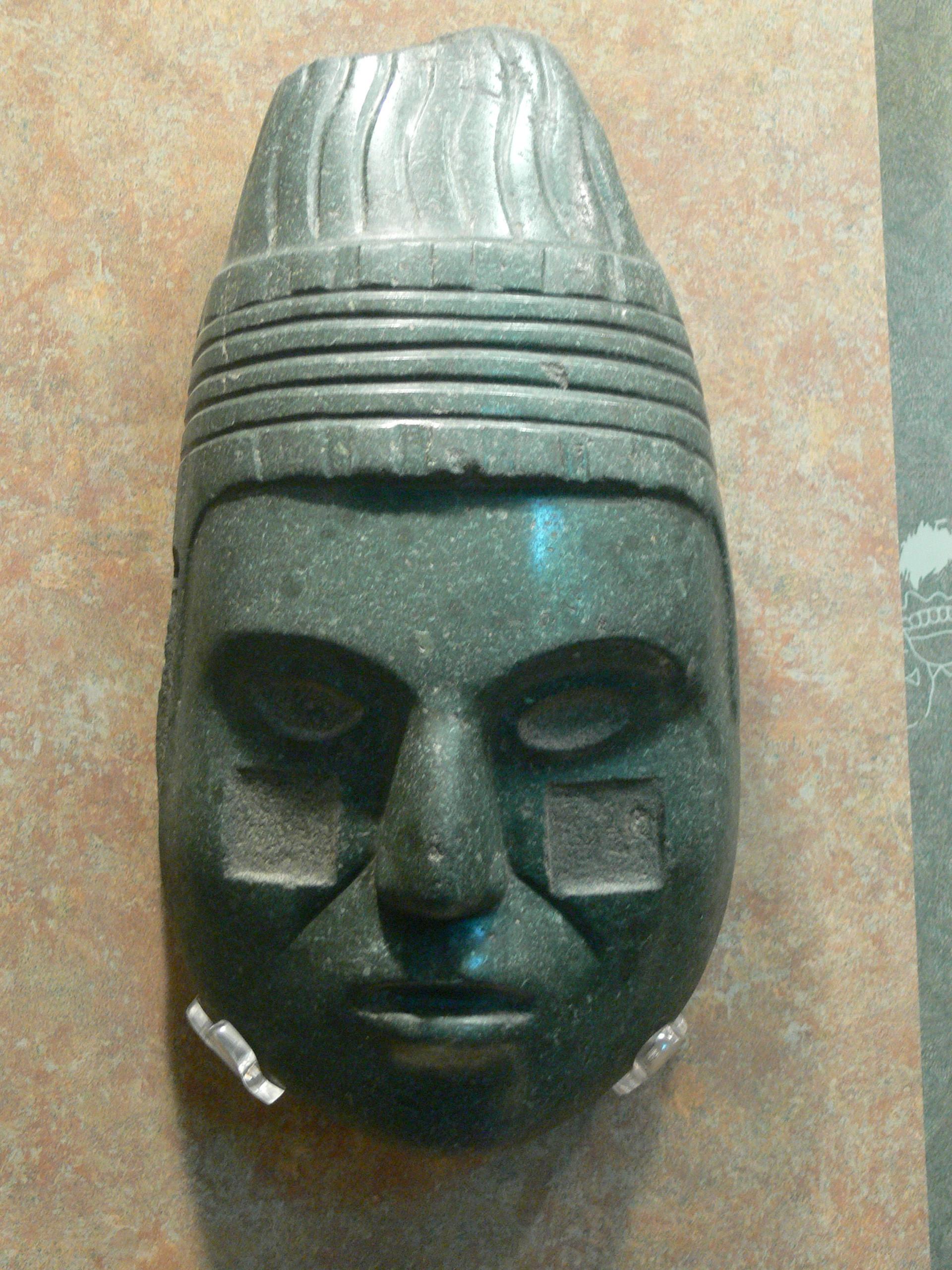
Maska Chalchiuhtlicue